# Por siempre tú
Por siempre tú – ballada latin-popowa stworzona przez Diane Warren i Rudy’ego Péreza na hiszpańskojęzyczny album studyjny amerykańskiej wokalistki Christiny Aguilery pt. Mi Reflejo (2000). Wyprodukowany przez Péreza, utwór wydany został jako drugi singel promujący krążek w październiku 2000 roku.
Utwór jest latynoskim odpowiednikiem hitu Aguilery z jej debiutanckiego albumu, „I Turn to You”, ten z kolei jest coverem piosenki zespołu All-4-One pod tym samym tytułem. „Por siempre tú” notowany był na sześciu listach przebojów w trzech krajach świata: Argentynie, Brazylii i Stanach Zjednoczonych. W Ameryce Południowej zdobywał szczyty zestawień; w USA zajął szóste miejsce listy Hot Latin Tracks, sporządzanej przez magazyn Billboard.

## Wydanie singla
„Por siempre tú” wybrano na drugie wydawnictwo singlowe mające promować album Mi Reflejo. Utwór wydano na singlu w październiku 2000 roku. Piosenka notowana była na sześciu listach przebojów w trzech krajach świata: Argentynie, Brazylii i Stanach Zjednoczonych. W Argentynie uplasowała się na szczycie list zestawiających przeboje singlowe i airplayowe, a w Brazylii zajęła pierwsze miejsce notowania przebojów singlowych. Podobny sukces utwór uzyskał na terenie Ameryki Północnej. W USA „Por siempre tú” zajmował pozycje #2, #6 i #16 w kolejnych notowaniach magazynu Billboard: Latin Pop Songs, Hot Latin Tracks oraz Latin Tropical Songs.

## Teledysk
Wideoklip do utworu „Por siempre tú” stanowi wierną inscenizację teledysku do „I Turn You”. Zastosowano w nim te same ujęcia, stroje, a także tę samą scenerię, co w nadmienionym klipie. Premiera wideo nastąpiła w kwietniu 2000. Materiał emitowały między innymi europejskie stacje telewizyjne.
Tożsamość reżysera teledysków do „I Turn to You” i „Por siempre tú” nie jest do końca znana. W momencie wydania w 2000 r., MTV opisywała klipy podczas ich emisji jako wyreżyserowane przez Ruperta C. Almonta, jednak DVD Deluxe Edition kompilacji Keeps Gettin' Better – A Decade of Hits (2008) za twórcę klipów podaje Richarda C. Allena. Istnieje prawdopodobieństwo, że obydwa nazwiska są pseudonimami Josepha Kahna, ponieważ pojawił się on w dokumentalnym programie typu „making of”, relacjonującym kulisy powstawania teledysków.

## Promocja i wykonania koncertowe
20 stycznia 2001 Aguilera wystąpiła podczas imprezy Caracas Pop Festival w stolicy Wenezueli. W ramach koncertu wykonała w sumie dwanaście piosenek, w tym „Por siempre tú”.

## Remiksy utworu
- Squeaky Mix – 2:02
- Euro English Extended Remix – 7:13

## Twórcy
- Główne wokale: Christina Aguilera
- Producent: Rudy Pérez
- Autor: Diane Warren, Rudy Pérez
- Mixer: Mick Guzauski, Bruce Weeden

## Pozycje na listach przebojów
| Kraj/region       | Notowanie (2000)     | Wydawca             | Najwyższa pozycja |
| ----------------- | -------------------- | ------------------- | ----------------- |
| Argentyna         | Top 100 Airplay      | IFPI                | 1                 |
| Argentyna         | Top 100 Singles      | IFPI                | 1                 |
| Brazylia          | Top 100 Singles      | Billboard Brasil    | 1                 |
| Chile             | Top 10 Singles       | El Siglo de Torreón | 3                 |
| Salwador          | Top 10 Singles       | El Siglo de Torreón | 3                 |
| Stany Zjednoczone | Hot Latin Tracks     | Billboard           | 6                 |
| Stany Zjednoczone | Latin Pop Songs      | Billboard           | 2                 |
| Stany Zjednoczone | Latin Tropical Songs | Billboard           | 16                |
| Urugwaj           | Top 10 Singles       | El Siglo de Torreón | 1                 |